# Fuller Micro Systems
Fuller Micro Systems Ltd. fue una empresa de Reino Unido especializada en la fabricación y venta de complementos para microcomputadoras Sinclair en el inicio de los años 1980. A pesar de la buena calidad de sus productos, la compañía ganó una mala reputación entre los consumidores por sus constantes problemas de logística y finalmente cerró sus puertas en 1985.

## Historia

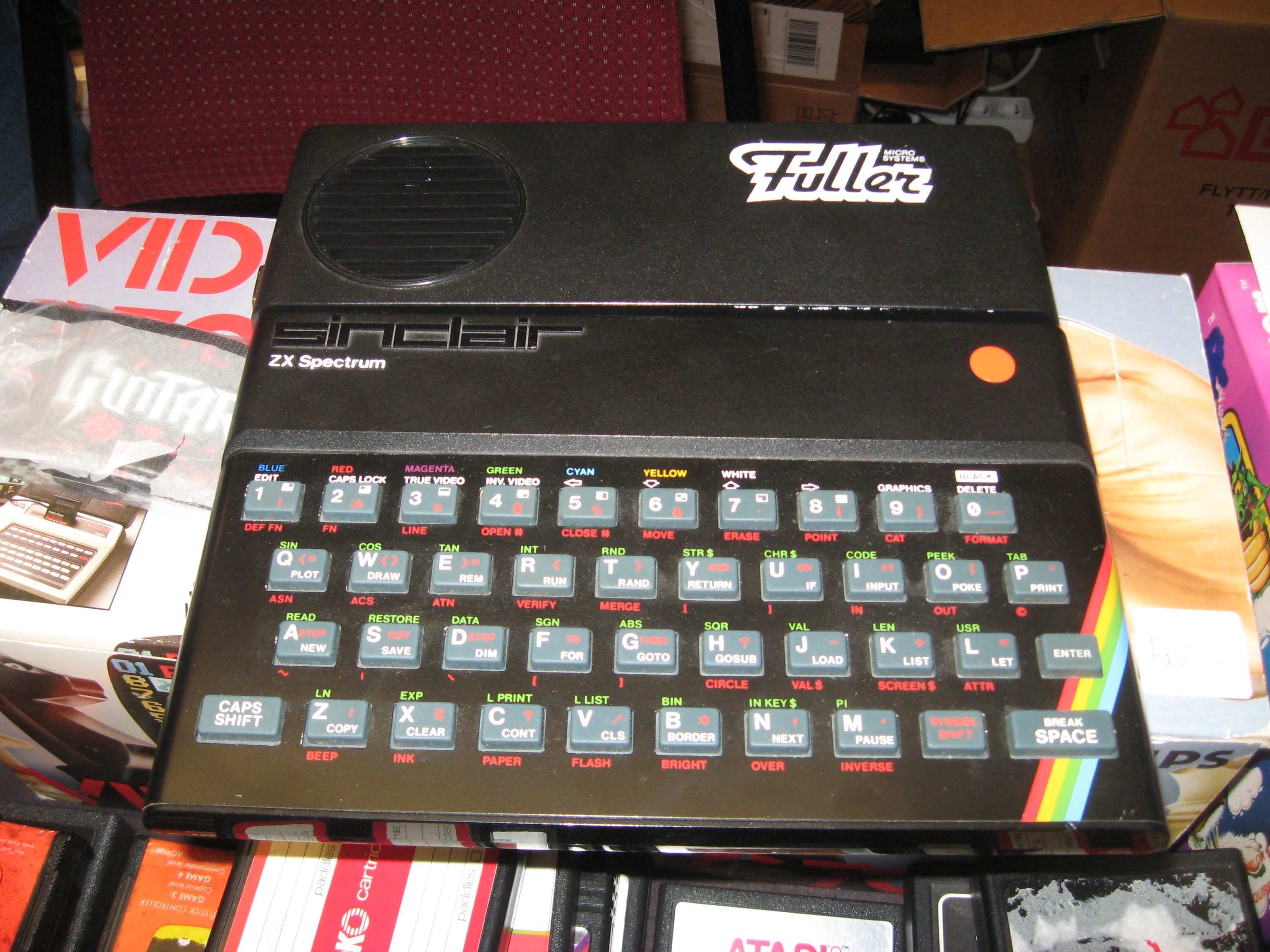
ZX Spectrum con la Fuller Box añadida.

La sencillez espartana del ZX81, el primer ordenador personal vendido en el Reino Unido por menos de 100 libras, llevó a la aparición de una floreciente industria paralela de expansiones y mejorías de hardware. Una de las pequeñas empresas representativas de esta época fue la Fuller Micro Systems, de Liverpool, Inglaterra. 
A principios de 1982, la empresa vendía dos modelos de teclado mecánico con gabinete (Fuller SD) para abrigar la placa de circuito impreso del ZX81 (o ZX80) y su fuente de alimentación; el modelo estándar contenía 40 teclas, y el avanzado, 42 teclas (dos teclas reprogramables) y un LED de «encendido». Algunos meses más tarde, la empresa lanzó una tarjeta de expansión de 16 Kb de RAM, la cual podía ser expandida hasta 64 Kb sustituyendo los CI de RAM 4116.
Sin embargo, la ausencia de recursos gráficos más sofisticados, color y sonido, estaba colocando bajo amenaza la posición de Sinclair en el mercado de ordenadores domésticos. Fue entonces que la empresa lanzó a finales de abril de 1982 un nuevo micro, el ZX Spectrum, que transformó en realidad algunas de las características de hardware y software deseadas por el público consumidor, y por un precio muy asequible.
Sin embargo, el Spectrum se vendió muy bien para permitir que los pequeños fabricantes de periféricos, una vez más surgiesen con soluciones creativas que expandieran el potencial de la máquina y para superar algunas de sus notables limitaciones (sobre todo con respecto al teclado de goma, mejor que lo del ZX81, pero aun así terrible para digitación con velocidad).
En agosto de 1982, Fuller lanzó la primera versión de uno de sus más grandes éxitos. Se trataba de la Fuller Sound Box, un pequeño periférico cuya función era la de amplificar el sonido del zumbador interno del Spectrum. Además de tener un altavoz más grande, el dispositivo también disponía de un práctico botón de volumen. La simplicidad de la Sound Box dio paso a la clásica Fuller Box en marzo de 1983: descrita como «un sistema de sonido para el Spectrum», tenía un chip de sonido AY-3-8912 (utilizado posteriormente en el MSX), altavoz y puerto de joystick compatible con el de Atari 2600. Más allá de la Fuller Box, en la misma época fueron lanzados el Fuller Orator, un sintetizador de voz basado en el chip GI-SP0256 AL y la Fuller Box Master Unit, que reunía la Fuller Box, Orator y Sound Box en un único módulo de expansión.
Fuller lanzó aún dos teclados mecánicos para el ZX Spectrum (el FD42 y el FDS Desktop System, ambos con 42 teclas), una interfaz RS 232, interfaz Centronics y la Dual Printerface, incorporando ambas interfaces.
En agosto de 1984, la empresa se declaró en quiebra, después de acumular deudas de más de £ 100.000. En septiembre de ese año, Fuller fue adquirida por la empresa Nordic Keyboards.
Roy Backhouse, que había sido dueño de 95% de Fuller, se mostró pesimista sobre el futuro del mercado de expansiones para el ZX Spectrum, debido a la creciente competencia de los equipos más avanzados tecnológicamente: «No creo que el Spectrum esté aquí para la Navidad de 1985. Creo que el mercado se mueve hacia arriba. Tal vez la escritura esté en la pared para Sinclair producir un super Spectrum.»
Fuller finalmente cerró sus puertas en el inicio de 1985, con deudas de más de £200.000. Un año más tarde, llegaría el turno para Sinclair cambiar de manos.